# (879) Рикарда
(879) Рикарда (879 Ricarda) — астероид Главного астероидного пояса. Открыт 22 июля 1917 года немецким астрономом Максимилианом Вольфом в обсерватории Хайдельберг-Кёнигштуль, Германия. Астероид назван в честь немецкой поэтессы Рикарды Хух (нем. Ricarda Huch).
Астероид не пересекает орбиту Земли и обращается вокруг Солнца за 4,03 юлианских лет.

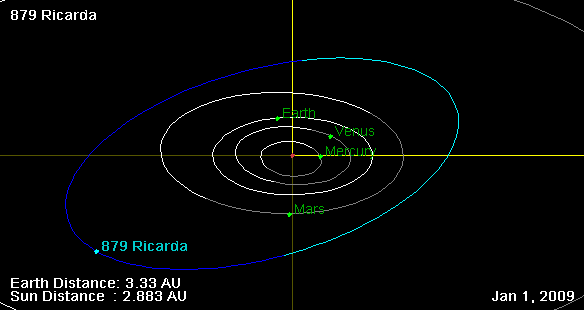
Орбита астероида и его положение в Солнечной системе